# Virgil Thomson
Virgil Garnett Thomson (Kansas City, Missouri, 25 november 1896 – New York, 30 september 1989) was een Amerikaans componist, dirigent en muziekrecensent.

## Levensloop
Thomson bracht zijn jeugd grotendeels door in zijn geboorteplaats Kansas City. Daar leerde hij dan ook de beginselen van piano- en orgelspel, dit laatste in de Calvary Baptist Church. De gospelsongs en hymnen die hij daar hoorde en speelde hebben een grote invloed gehad op zijn carrière als componist. Na de Eerste Wereldoorlog ging hij studeren aan Harvard-universiteit, en wel bij Edward Burlingame Hill en Archibald T. Davison. Hij werd tijdens zijn verblijf daar ook beïnvloed door professor S. Foster Damon, die hem in contact bracht met William Blake, maar ook met muziek van de componistengroep Les Six en Gertrude Stein (schrijfster van libretti). Na zijn tweede jaar vertrok Virgil naar Parijs en door een beurs van de John Knowles Payne Stichting kon hij daar blijven. Hij studeerde een jaar bij Nadia Boulanger, erg populair bij aanstormend talent in die dagen. Hij kon niet zo goed met haar opschieten, wel stak hij erg veel op van haar lessen in contrapunt. Ze verzocht hem wel bij alle composities-in-uitvoering, het werk aan te passen, zodat hij dat uiteindelijk niet meer deed.
Na een jaar dus weer terug naar Harvard. Om dat te kunnen betalen ging hij werken als muziekrecensent voor het blad Evening Transcript in Boston en werd hij organist in King's Chapel. Hij gaf de première van Socrates van Erik Satie. Hij slaagde in 1923 en studeerde verder aan de Juilliard School. Parijs bleef hem echter aantrekken en in 1925 vertrok Virgil weer naar Frankrijk. Na een verblijf van 15 jaar vertrok hij weer, toen de Tweede Wereldoorlog uitbrak. Inmiddels had hij al één opera en twee filmscores op zijn naam staan.
Terug in de VS werd hij muziekcriticus bij de New York Herald Tribune (1940-1954), en schreef een boek: The State of Music. In beide viel vooral zijn humor over muziek op.
Hij heeft altijd melodieus gecomponeerd met gebruik van "normale" akkoorden, hetgeen nogal afweek van de composities van zijn tijdgenoten. Bij het bereiken van latere leeftijd kwam zijn manier van componeren weer "in de mode", bij bijvoorbeeld de componisten van minimal music.

## Composities (voor zover bekend)

### Werken voor orkest
- 1928 Symphony on a Hymn Tune
- 1931 rev.1941 Symfonie nr. 2 in C groot
- 1940/1944 Cantabile - Nicolas de Chatelain, voor strijkers
- 1940/1944 Tango Lullaby - "Mlle. Flavie Alvarez de Toledo"
- 1942 The Mayor La Guardia Waltzes
- 1946 Suite uit de filmmuziek "The plough that broke the plains"
- 1948 Acadian Songs and Dances from “Louisiana Story”
- 1948 “Louisiana Story” Suite
- 1950 Celloconcert
- 1954 Concerto - A Portrait of Roger Baker, voor fluit, strijkers, harp en slagwerk
- 1964 Autumn: Concertino, voor harp, strijkers en slagwerk
- 1966 Fantasy in Homage to an Earlier England
- 1972 Symfonie No. 3
- 1981-1982 Eleven Portraits, voor orkest
- Sonata da Chiesa, voor orkest
- Symfonie nr. 1

### Werken voor harmonieorkest
- 1940 Fanfare for France (Max Kahn)
- 1948 Chorale from “Louisiana Story”
- 1949 A Joyful Fugue
- 1949 A Solemn Music
- 1949 At the Beach, concertwals voor trompet solo en harmonieorkest
- 1965 Ode to the Wonders of Nature
- 1969 Edges: A Portrait of Robert Indiana
- 1969 Metropolitan Museum Fanfare
- 1970 Study Piece: Portrait of a Lady
- 1971 Fugue and Choral on "Yankee Doodle"

### Missen, cantates en gewijde muziek
- 1960 rev.1962 Mass, voor solist en unisono koor en orkest
- 1960 Missa pro defunctis, Requiem Mis voor mannenkoor, vrouwenkoor en orkest
- 1961 Crossing Brooklyn Ferry, cantate voor gemengd koor en orkest - tekst: Walt Whitman
- 1973-1974 Cantata on Poems of Edward Lear, voor sopraan, bariton, gemengd koor en piano en andere instrumenten en orkest
  1. The Owl and the Pussycat voor sopraan, bariton en piano
  2. The Jumblies voor sopraan, gemengd koor, slagwerk, piano, viool, cello en contrabas
  3. The Pelican Chorus voor sopraan, bariton, gemengd koor en kamerensemble (fluit, klarinet, fagot, 2 hoorns, trompet, trombone, slagwerk, piano, viool, cello en contrabas)
  4. Half an Alphabet voor gemengd koor en orkest
  5. The Akond of Swat voor bariton, gemengd koor en piano

### Toneelwerken

#### Opera's
| Voltooid in | titel                     | aktes        | première                                                                                  | libretto          |
| 1928        | Four Saints in three Acts | 4 aktes      | 8 februari 1934, Hartford (Connecticut), Avery Memorial Theatre                           | Gertrude Stein    |
| 1938        | The Duchess of Malfi      | (onvoltooid) |                                                                                           | naar John Webster |
| 1947        | The Mother of us All      | 2 aktes      | 7 mei 1947, New York, Brander Matthews Hall, Columbia Universiteit                        | Gertrude Stein    |
| 1966-1968   | Lord Byron                | 3 aktes      | 20 april 1972, New York, The Julliard Opera Center - The Julliard Theater, Lincoln Center | Jack Larson       |

#### Balletten
| Voltooid in | titel                            | aktes | libretto | choreografie    |
| 1937        | Filling-Station                  |       |          | Lew Christensen |
| 1975        | Parson Weems and the Cherry Tree |       |          | Erick Hawkins   |

#### Andere Toneelwerken
- Medea (toneelmuziek)
- Hamlet (toneelmuziek)

### Werken voor koor
- 1962 Five Auvergnat Folk Songs, voor gemengd koor en orkest - tekst: Joseph Cantaloube
  1. La Pastoura als camps (La Bergère aux champs)
  2. Bailèro (Chant de bergers de Haute-Auvergne)
  3. Pastourelle
  4. La Fiolairé (La Fileuse)
  5. Passo pel prat (Viens par le pré)
- 1962 Dance in Praise, voor gemengd koor en orkest - tekst: Latijn: Gaudeamus igitur Engelse vertaling: John A. Symonds

### Vocale muziek
- 1951 Five Songs, voor bariton en orkest - tekst: William Blake
  1. The Divine Image
  2. Tiger! Tiger!
  3. The Land of Dreams
  4. The Little Black Boy
  5. And Did those Feet
- 1959 Collected Poems, voor sopraan, bariton en orkest - tekst: Kenneth Koch
- 1964 The Feast of Love, voor bariton en orkest - tekst: van de componist vanuit het Latijnse «Pervigilium veneris» vrij vertaald
- 1966-1968 Five Tenor Solos from “Lord Byron”, voor tenor en orkest - tekst: Jack Larson

### Kamermuziek
- 1931-1932 2 Strijkkwartetten
- 1928-1940 8 portraits, (korte composities over alledaagse dingen en personen) voor viool solo
- 1930-1940 4 portraits, voor viool en piano
- 1940 Four Portraits, voor cello en piano

### Werken voor piano
- 1929-1930 3 sonates, voor piano
- 1929-1945 rond 50 portraits, (korte composities over alledaagse dingen en personen) voor piano
- 1929 5 portraits, voor vier piano's

### Filmmuziek
- 1946 The plough that broke the plains
- Louisiana Story (Pulitzer prize)
- The river (opdracht van USRA)

## Beschrijvingen
Beschrijvingen van composities vindt u in de Categorie:Compositie van Virgil Thomson.